# أليكس مولتشان
أليكس مولتشان (مواليد 1 ديسمبر 1997) هو لاعب تنس محترف سلوفاكي، أعلى تصنيف له في الفردي كان ال46 في أبريل 2022.

## روابط خارجية
- أليكس مولتشان على موقع رابطة محترفي التنس (الإنجليزية)
- أليكس مولتشان على موقع الاتحاد الدولي لكرة المضرب (الإنجليزية)
- أليكس مولتشان على موقع كأس ديفيز (الإنجليزية)
- أليكس مولتشان على موقع خلاصة التنس.كوم (الإنجليزية)
- أليكس مولتشان على موقع أوليمبيديا (الإنجليزية)